# Рождественский (Ростовская область)
Рождественский — хутор в Матвеево-Курганском районе Ростовской области.
Входит в состав Анастасиевского сельского поселения.

## География
На хуторе имеется одна улица:  Рождественская.

## Население
| 2010 |
| ---- |
| 34   |